# 린다우어 알레역
린다우어 알레역(U-Bahnhof Lindauer Allee)은 베를린 라이니켄도르프구 라이니켄도르프에 있는 U8의 역이다. 1994년 9월 29일 비테나우 방면 U8 연장 당시 개업했다.
역사는 라이너 륌러가 설계했다. 이름의 기원이 된 린다우의 문장에 있는 린덴나무를 역 디자인 주 테마로 삼았다. 주 색상은 녹색, 보라색, 밝은 파란색, 노란색이다. 상대식 승강장이 설치되어 있으며, 엘리베이터가 설치되어 있으나 에스컬레이터는 설치되어 있지 않다. 근처에 있었던 킨호르스트파르크 공원(Kienhorstpark)에 영향을 줄이기 위해서 터널 단면적을 축소하기로 결정했으며, 이에 따라서 상대식 승강장으로 건설되었다. 위층에서 전체 승강장을 조망할 수 있는 공간이 있다.
베를린 버스 322번과 환승할 수 있다.

## 인접 철도역
| 베를린 지하철 8호선                | 베를린 지하철 8호선 | 베를린 지하철 8호선                    |
| ---------------------------------- | ------------------- | -------------------------------------- |
| 파라첼수스바트 헤르만슈트라세 방면 | U8                  | 카를본회퍼네르펜클리니크 비테나우 방면 |